# موكتي باهيني
موكتي بهيني (بالبنغالية মুক্তি বাহিনী) هي حركة مقاومة العصابات التي شكلها الجيش البنغلاديشي، شبه العسكري والمدنيون خلالحرب الاستقلال التي حولت شرق باكستان إلى دولة بنغلاديش سنة 1971.
في 25 مارس 1971 أصدر الشيخ مجيب الرحمن دعوة لشعب شرق باكستان لإعداد أنفسهم للنضال الشامل. وفي وقت لاحق من ذلك المساء بدأت مظاهرات المقاومة، وبدأ الجيش عملية انتقامية واسعة النطاق والتي استمرت حتى مايو 1971.
تم إنشاء قيادة عسكرية رسمية للمقاومة في أبريل 1971 في ظل الحكومة المؤقتة لبنغلاديش. ترأس المجلس العسكري الجنرال ماج عثمانى وأحد عشر قائد قطاع. والقوات المسلحة بنغلاديش أنشئت في 4 نيسان 1971. وبالإضافة إلى وحدات نظامية، مثل فوج ولاية البنغال الشرقية وبنادق باكستان الشرقية، كما تألف موكتي باهيني من المدنيين Gonobahini (قوة الشعب). وكانت أبرز الانقسامات في موكتي بهيني هي قوة Z التي يقودها الرائد ضياء الرحمن وقوة K الرائد بقيادة خلد مشراف وقوة S الرائد بقيادة KM شفيع الله. وشكل قادة الطلاب في رابطة عوامي وحدات ميليشيا، بما في ذلك مجيب بهيني، وكاد بهيني، وحمايم بهيني. كما قام الحزب الشيوعي البنغلاديشي، بقيادة الرفيق موني سينج، ونشطاء من حزب عوامي الوطني بإدارة عدة كتائب حرب عصابات.
باستخدام تكتيكات حرب العصابات، تمكن موكتي باهيني من السيطرة على أجزاء كبيرة من الريف البنغالي. وأجرت بنجاح «كمين والتخريب» حملات، وشملت الوليدة القوات الجوية البنغلاديشية والبحرية بنغلاديش. تلقى موكتي باهيني تدريبات وأسلحة من الهند، حيث يتشارك الناس في الدول الشرقية والشمالية الشرقية بتراث عرقي ولغوي مشترك مع شرق باكستان.
خلال الحرب الهندية الباكستانية عام 1971، أصبح موكتي بهيني جزءًا من القوات المتحالفة بين بنغلاديش والهند. كان له دور أساسي في ضمان استسلام باكستان وتحرير دكا ومدن أخرى في ديسمبر 1971.

## المنظمة
تم تقسيم «موكتي بهيني» إلى مجموعتين:
•«نيوميتو باهيني»
• «القوات النظامية».
الذين جاءوا من القوات شبه العسكرية، والجيش والشرطة في شرق باكستان، و «غونوباهيني». أعطيت هذه الأسماء وحددت من قبل حكومة بنغلاديش. أشار الهنود إلى نيوميتو باهيني باسم «موكتي فوج»، وكان يطلق على غونوباهيني «مقاتلين من أجل الحرية».

## الخلفية
قامت باكستان الشرقية بحملة ضد استخدام لغة الأوردو باعتبارها اللغة الرسمية الوحيدة لباكستان. وقد فاز حزب رابطة عوامي بالأغلبية في انتخابات عام 1970 في باكستان. الشيخ مجيب الرحمن، بصفته زعيم رابطة عوامي، مُنع من تشكيل الحكومة. كانت  اللغة البنغالية هي اللغة الوحيدة في باكستان غير المكتوبة بالخط الفارسي العربي.
التغيير الإداري الذي دمج المقاطعات الإدارية لباكستان الغربية في «وحدة» واحدة شبهة كبيرة في شرق باكستان. يُشار إلى عدم استعداد باكستان لمنح الحكم الذاتي في البنغال الشرقية والقومية البنغالية كأسباب للفصل.وبولا إعصار 1970 قد تسبب في وفاة 500,000 شخص، وتسبب الاعصار بدمار البنية التحتية واستياء الشعب الباكستاني مما سمح هذا الاستياء لرابطة عوامي بالفوز بـ 160 مقعدًا من مقاعد البرلمان الـ 162 المخصصة لباكستان الشرقية التي جعلت حزب رابطة عوامي حزب الأغلبية في البرلمان المكون من 300 مقعد في باكستان.
بعد انتخابات 1971، أمل يحيى خان في اتفاق تقاسم السلطة بين مجيب وبوتو، على الرغم من أن المحادثات بينهما لم تسفر عن حل. أراد مجيب الحكم الذاتي الكامل، نصحت بوتو يحيى بقطع المحادثات. في مارس، قام اللواء يحيى خان بتعليق الجمعية الوطنية الباكستانية.
في 7 مارس 1971، ألقى الشيخ مجيب حديثه الشهير في مضمار سباق رامنا (سهروردي أوديان) حيث أعلن أن «النضال هذه المرة من أجل حريتنا. النضال هذه المرة من أجل استقلالنا». بدأ مذيعو التليفزيون في شرق باكستان بث أغاني «رابندرناث»، وهي من المحرمات في باكستان، في الوقت الذي خفضت فيه أوقات العروض الجوية من باكستان الغربية. وانخفض التفاعل المدني مع الجيش الباكستاني وأصبح ينظر إليهم على نحو متزايد كقوة احتلال، بينما توقف المقاولون المحليون عن توفير الإمدادات للجيش الباكستاني. كما حاول الجيش الباكستاني نزع سلاح وفصل أفراد من أصل بنغالي في بنادق شرق باكستانوالشرطة والجيش النظامي. التمرد ضباط البنغالية ضد الجيش الباكستاني، وهاجم ضباط من غرب باكستان.
وقد ساهمت حملة الجيش الباكستاني على السكان المدنيين في تمرد الجنود الباكستانيين الشرقيين. انتقل الجنود الباكستانيون الشرقيون إلى الهند وشكلوا جسد موكتي بهيني الرئيسي. أعلن الشيخ مجيب في 26 مارس 1971 استقلال بنغلاديش، في حين أن الرئيس الباكستاني يحيى خان أعلن مجيب خائناً خلال بثه الوطني في نفس اليوم. نقل الجيش الباكستاني وحدات مشاة ومدرعات إلى شرق باكستان استعدادًا للصراعات القادمة.

## المقاومة المبكرة
في 25 مارس / آذار، أُعلن عن الأحكام العرفية، واعتُقل الشيخ مجيب الرحمن وبدأت عملية البحث في شرق باكستان. تم طرد الصحفيين الأجانب وتم حظر رابطة عوامي. وقد هاجم الجيش الباكستاني أعضاء من رابطة عوامي، وبنادق شرق باكستان، وفوج شرق البنغال، وآخرين يعتقد أنهم غير موالين لباكستان. عندما بدأ الجيش الباكستاني حملة عسكرية على السكان البنغاليين، لم يتوقعوا مقاومة مطولة. خمس كتائب من فوج بنغال الشرقية التمرد وشرعت في حرب لتحرير بنغلاديش.
وفي 27 مارس / آذار، أعلن الرائد زيور رحمان استقلال بنغلاديش عن باكستان وخاض طريقه للخروج من مدينة شيتاغونغ بوحدته من الجنود البنغاليين. عانت بنادق شرق باكستان وشرطة باكستان الشرقية من خسائر فادحة بينما تحدت الجيش الباكستاني في دكا، حيث بدأت القوات الباكستانية الغربية في عام 1971 مذبحة بنغلادش مع المجزرة في جامعة دكا. سيطر المدنيون على مستودعات الأسلحة في مختلف المدن وبدأوا بمقاومة القوات الباكستانية بإمدادات الأسلحة المكتسبة. شيتاغونغ شهد القتال العنيف بين وحدات الجيش البنغالية المتمردة والقوات الباكستانية. وإعلان بنجلاديش الاستقلال تم بثه في محطة راديو في شيتاغونغ الرائد الرحمن نيابة عن الشيخ عبد الرحمن.
سيطرت القوات البنغالية على العديد من المناطق في الأشهر الأولى من الحرب، بدعم من السكان المحليين، وظلت العديد من المدن تحت سيطرة القوات البنغالية حتى أبريل ومايو 1971.
وفي 18 نيسان / أبريل، انشق نائب المفوض السامي الباكستاني في كولكاتا ورفع علم بنغلاديش. في 17 أبريل، تم تشكيل حكومة موجيبنجار.
خلال شهر مايو، طلب وزير الخارجية ذو الفقار علي بوتو من اللواء يحيى خان تسليم السلطة في غرب باكستان إلى حزبه. رفض خان على أساس أن ذلك من شأنه أن يدعم وجهة نظر موكتي باهيني والحكومة المؤقتة لبنجلاديش بأن باكستان الشرقية كانت مستعمرة لباكستان الغربية. وأثيرت التوترات عندما أخبرت بوتو أتباعه أنه «بحلول شهر نوفمبر / تشرين الثاني سيكون إما في السلطة أو في السجن».
في 9 يونيو / حزيران، اختطف أعضاء موكتي باهيني سيارة وأطلقوا قنبلة يدوية على فندق داكا إنتركونتيننتال، ومكتب برو جونتا مورننغ بوست، ومنزل غولام عزام.